# Appula sericatula
Appula sericatula är en skalbaggsart som beskrevs av Pierre Émile Gounelle 1909. Appula sericatula ingår i släktet Appula och familjen långhorningar.
Artens utbredningsområde är Paraguay. Inga underarter finns listade i Catalogue of Life.